# Ovada
Ovada, (Ovà en piemontès) és un municipi situat al territori de la província d'Alessandria, a la regió del Piemont (Itàlia).
Limita amb els municipis de Belforte Monferrato, Cremolino, Molare, Rocca Grimalda, Rossiglione, Silvano d'Orba, Tagliolo Monferrato, Trisobbio i Carpeneto.
Pertanyen al municipi les frazioni de Costa, Gnocchetto, Grillano, San Lorenzo.

## Galeria fotogràfica

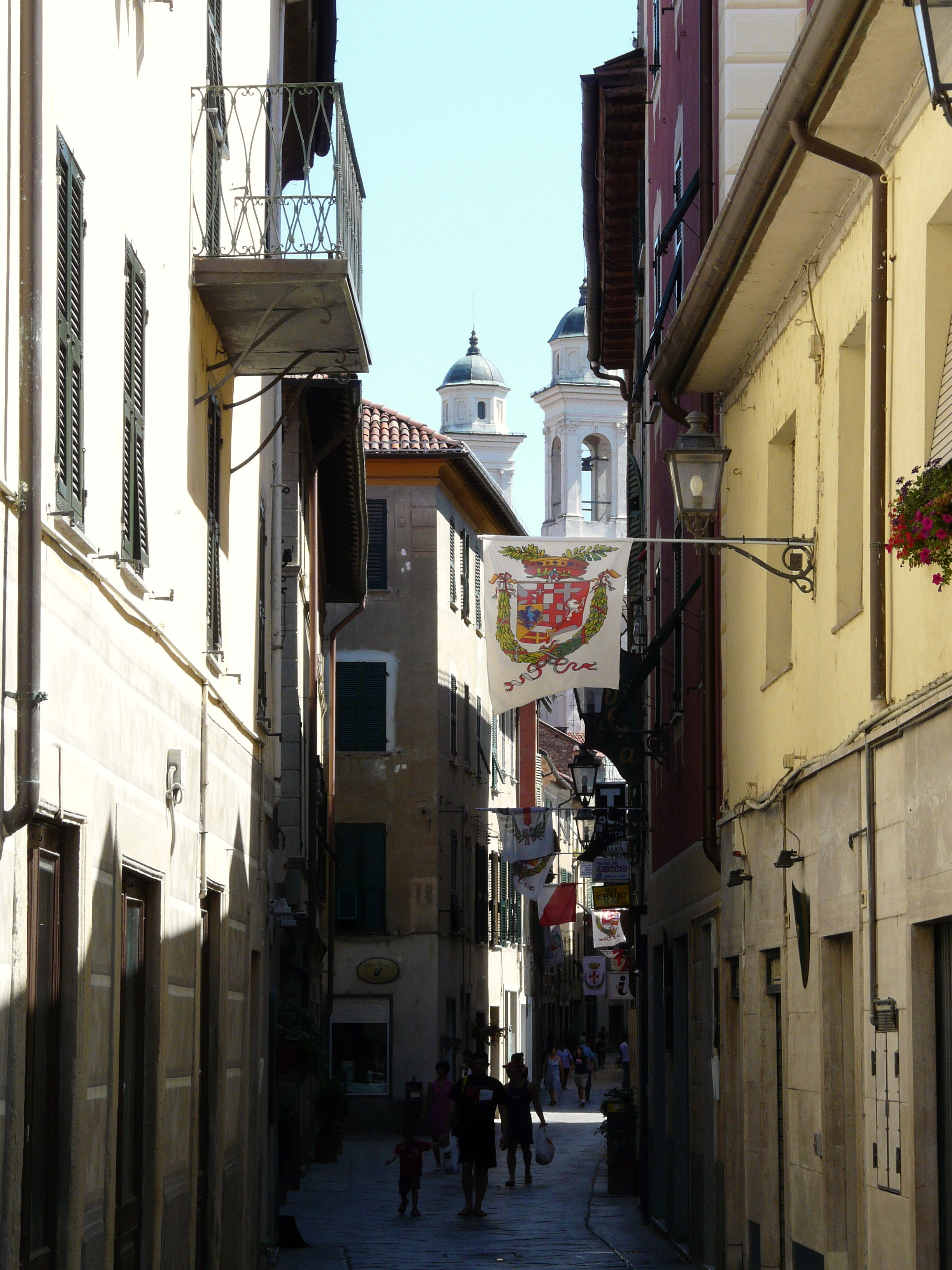
Centre històric
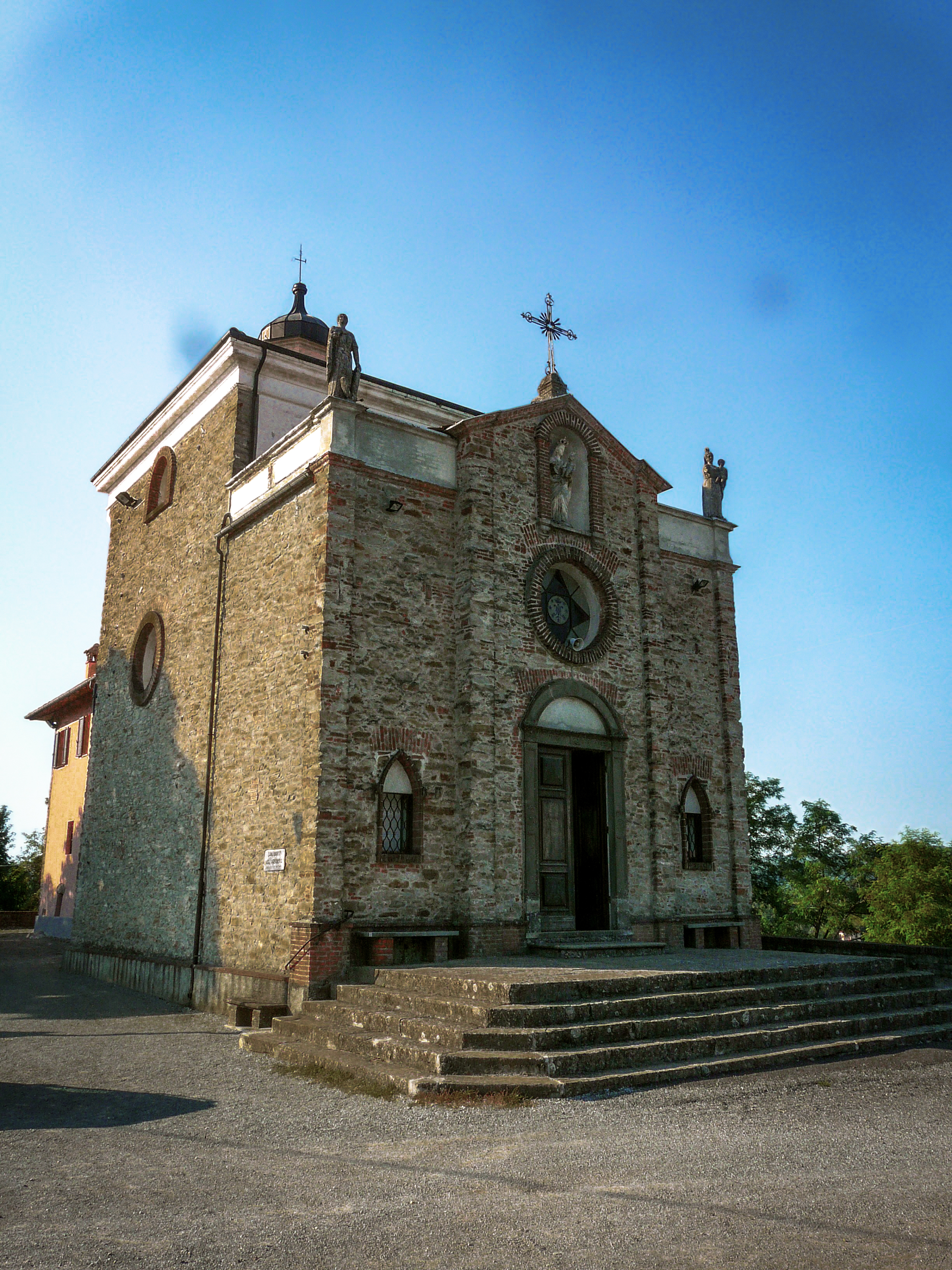
Santuari de Nostra Signora della Guardia
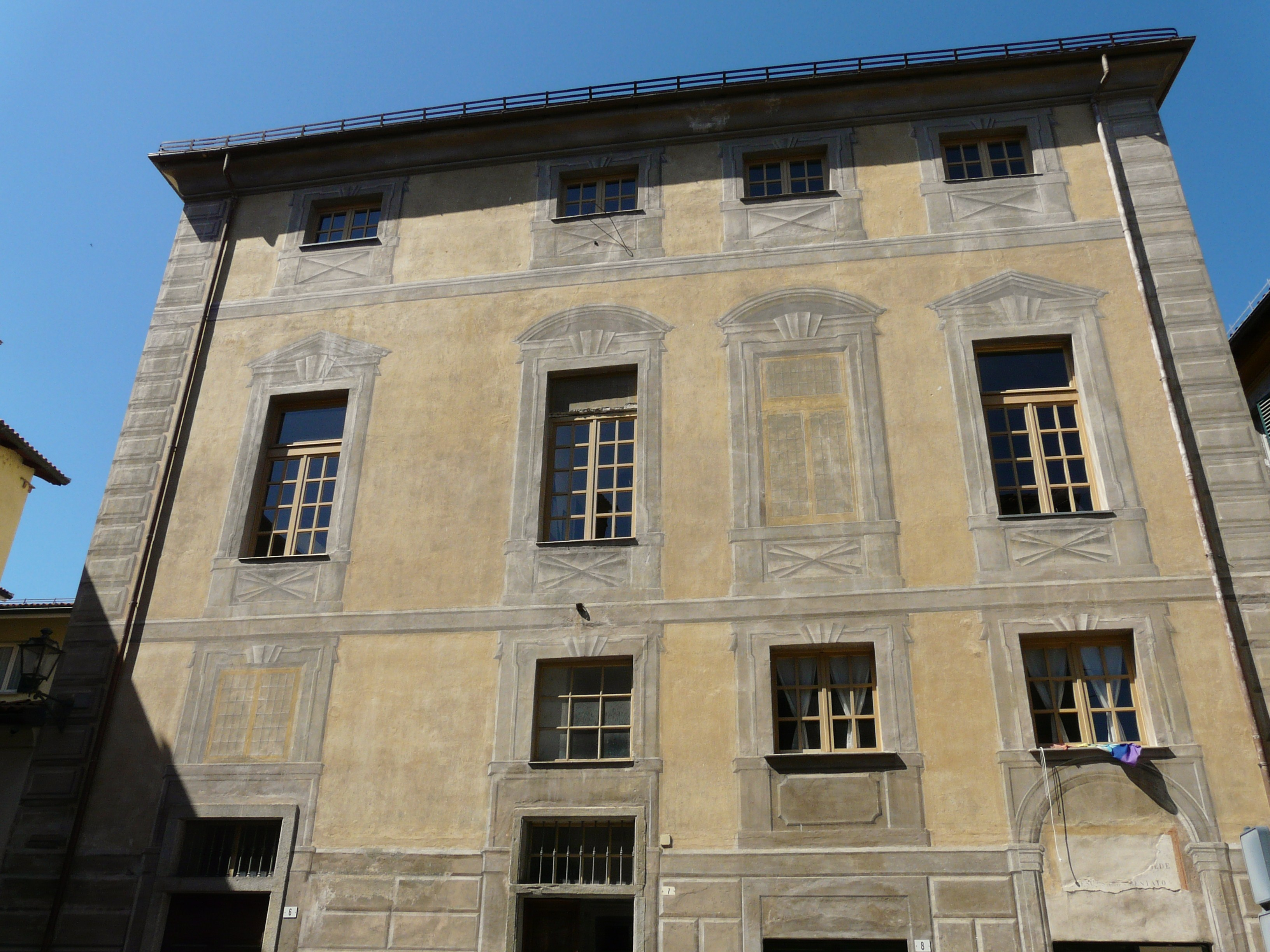
Palazzo Maineri
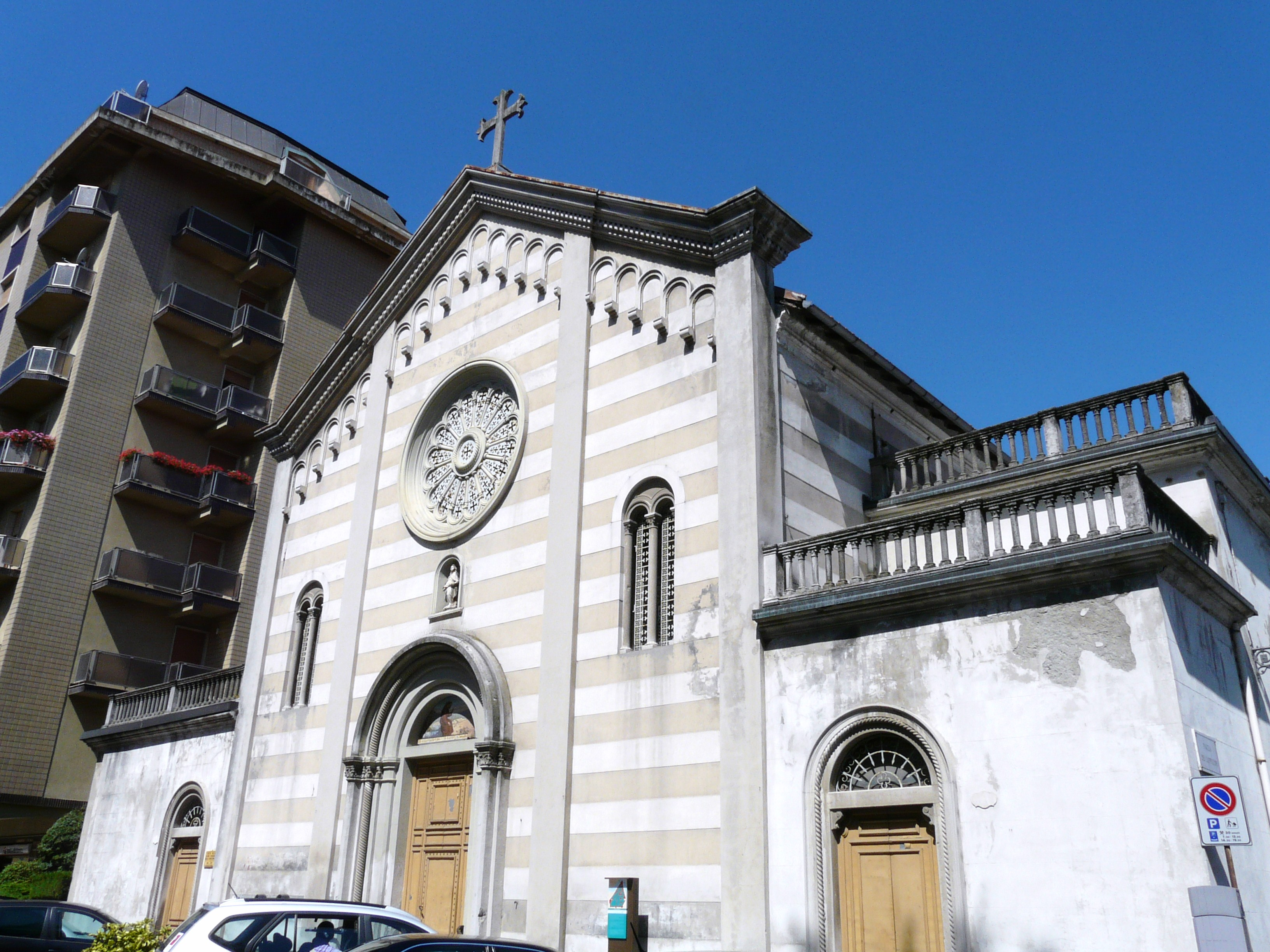
Església de l'Immacolata Concezione
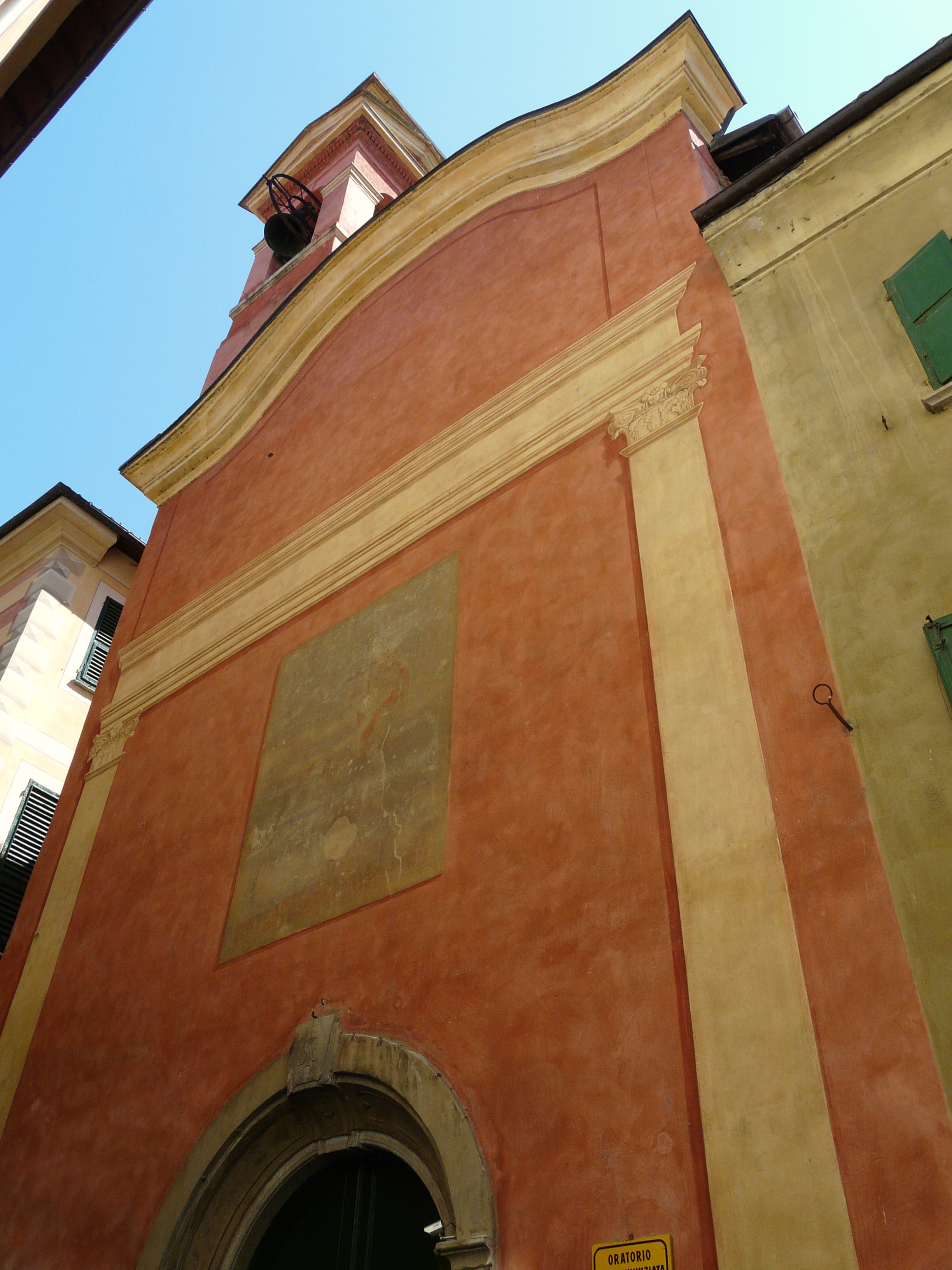
Oratori de l'Annunziata
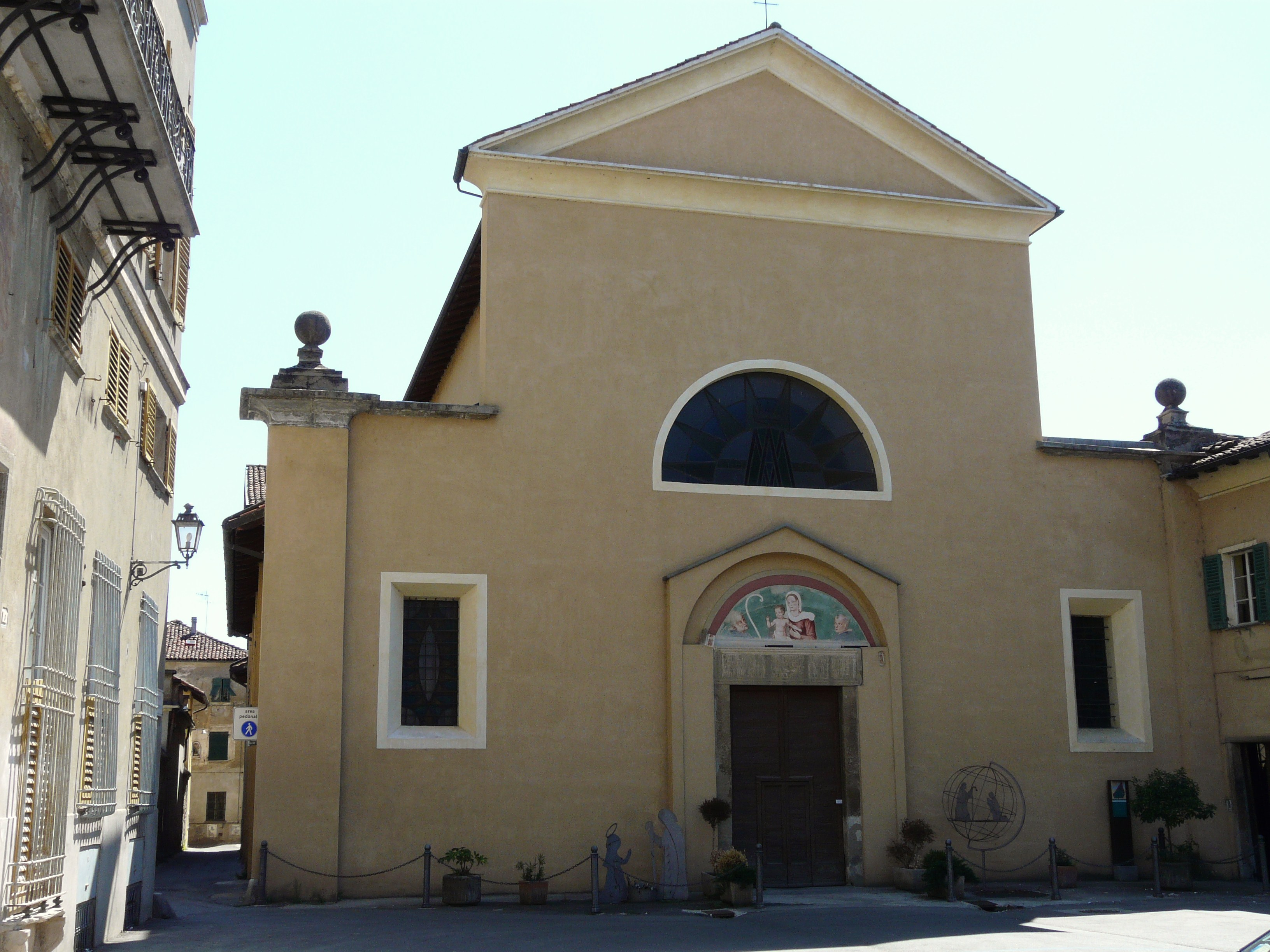
Església de Santa Maria delle Grazie
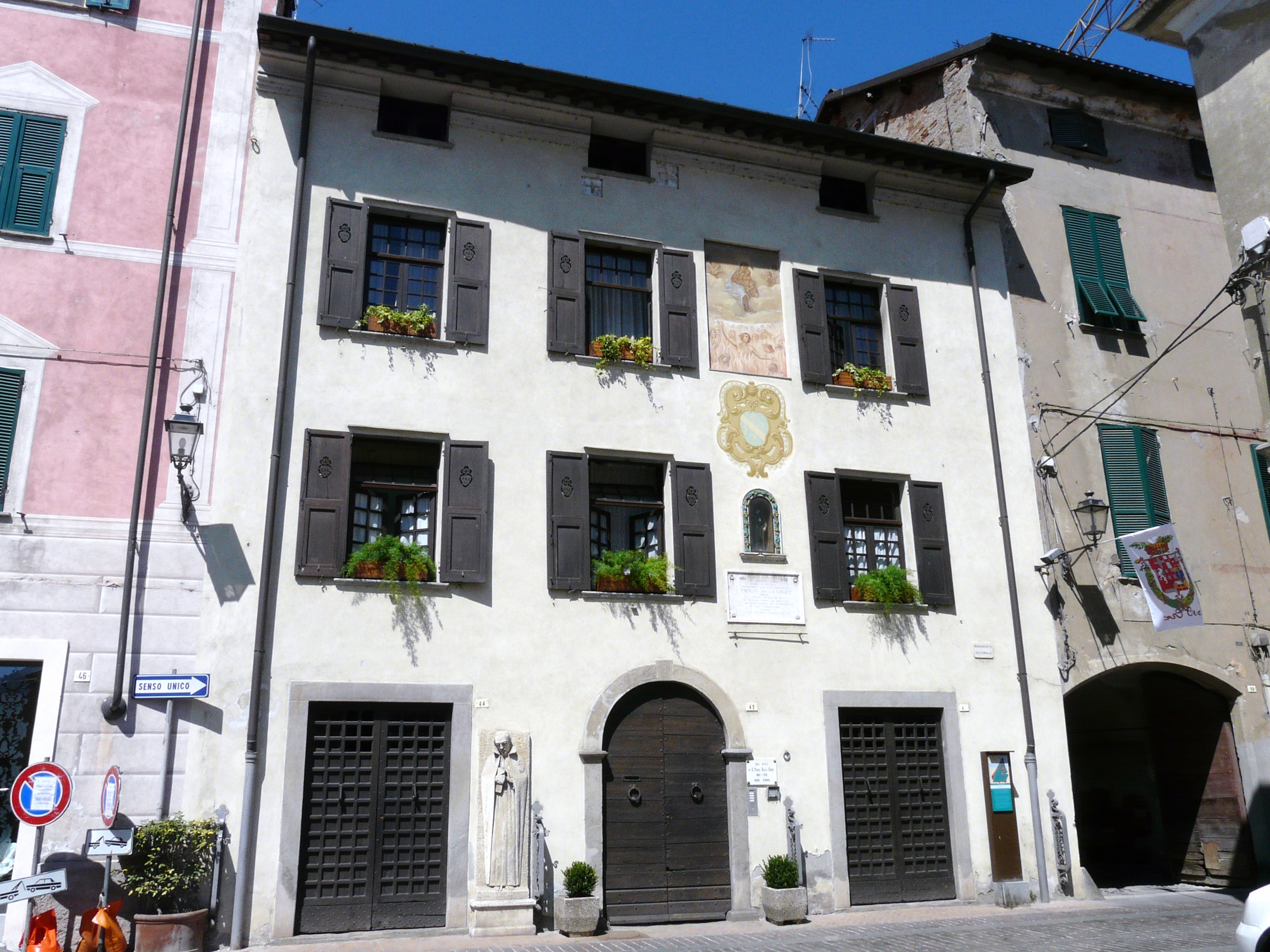
Casa natal de Sant Paolo della Croce
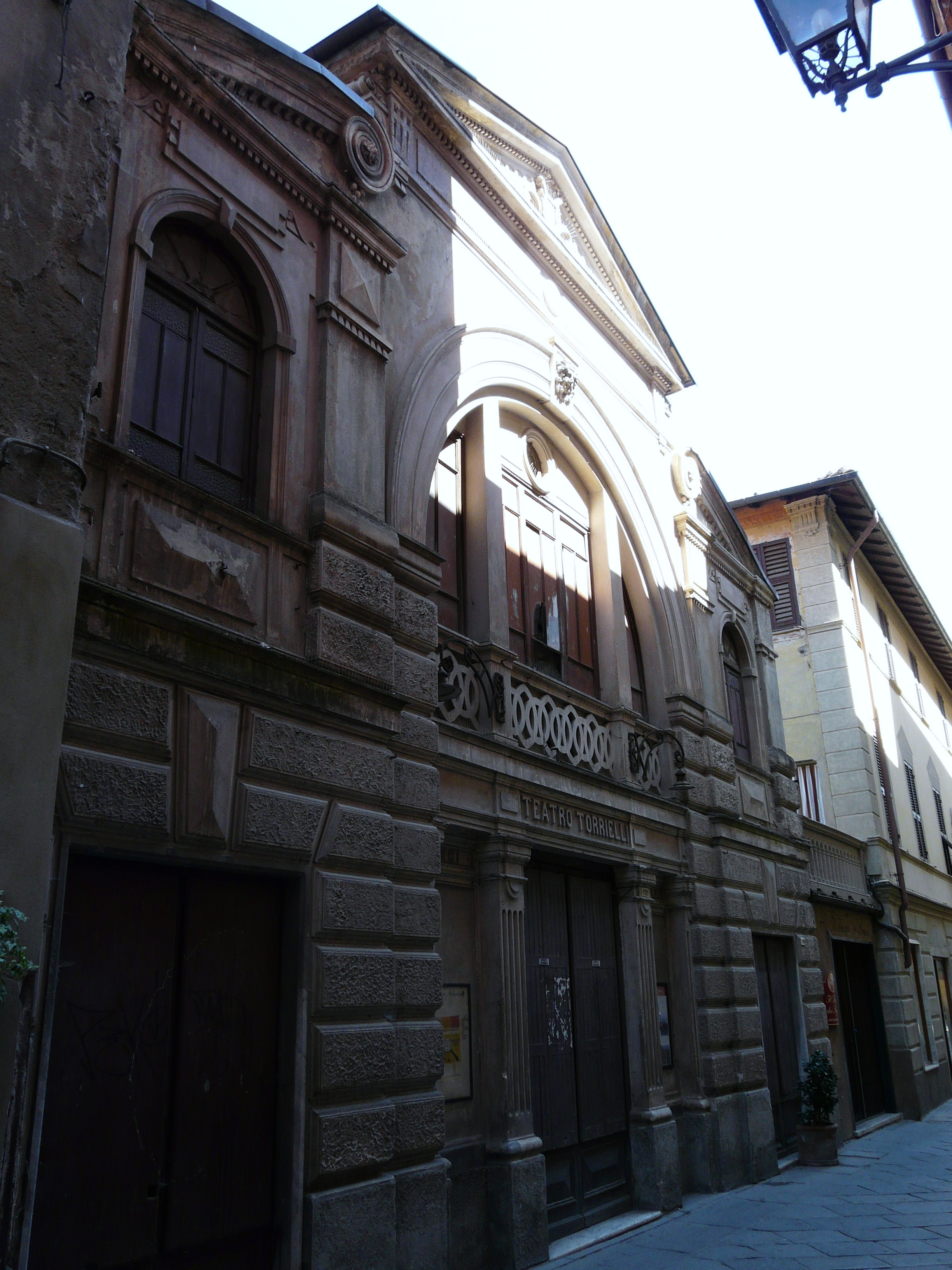
Teatre Torrielli
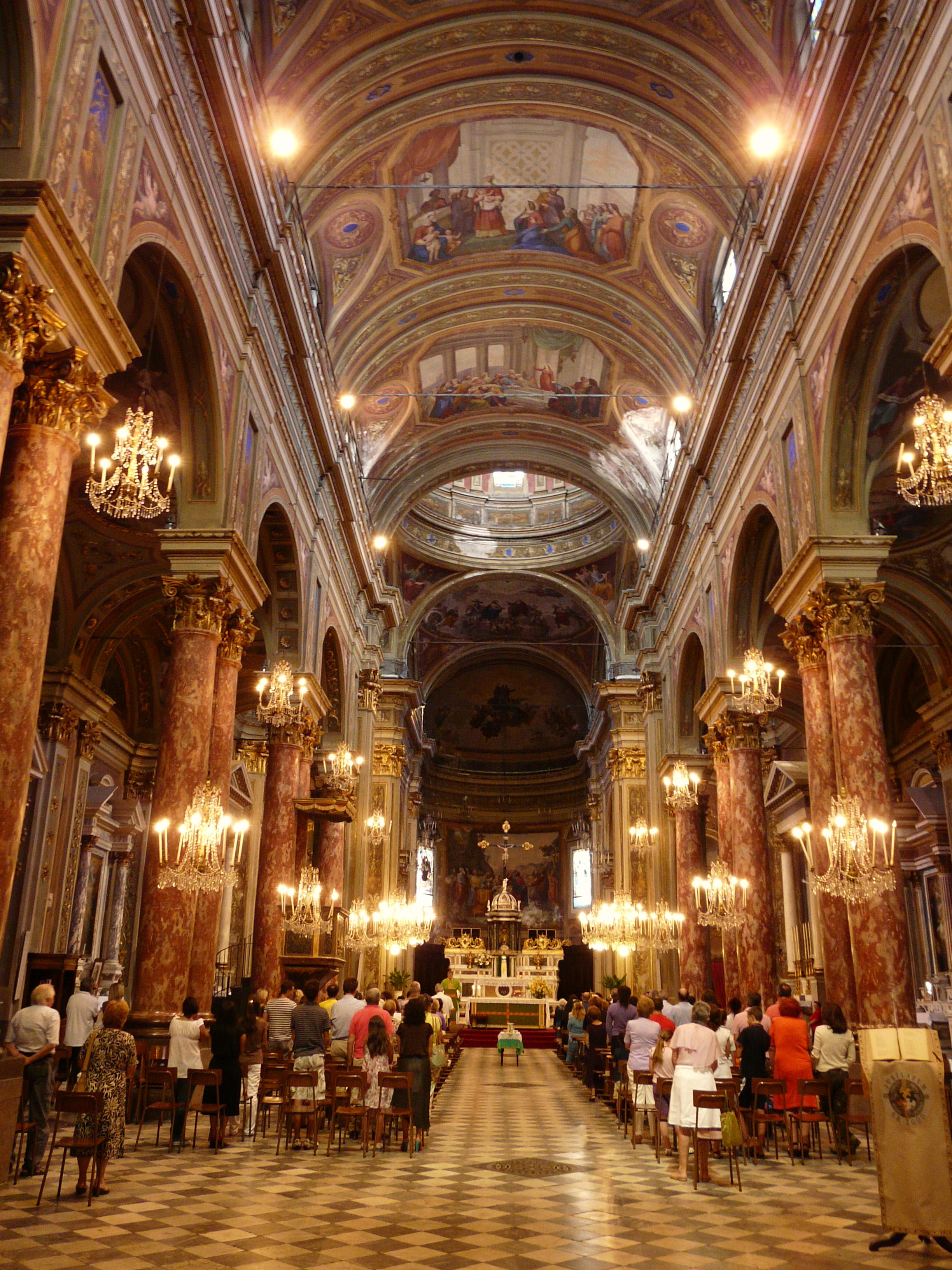
Interior de l'església de l'Assunta
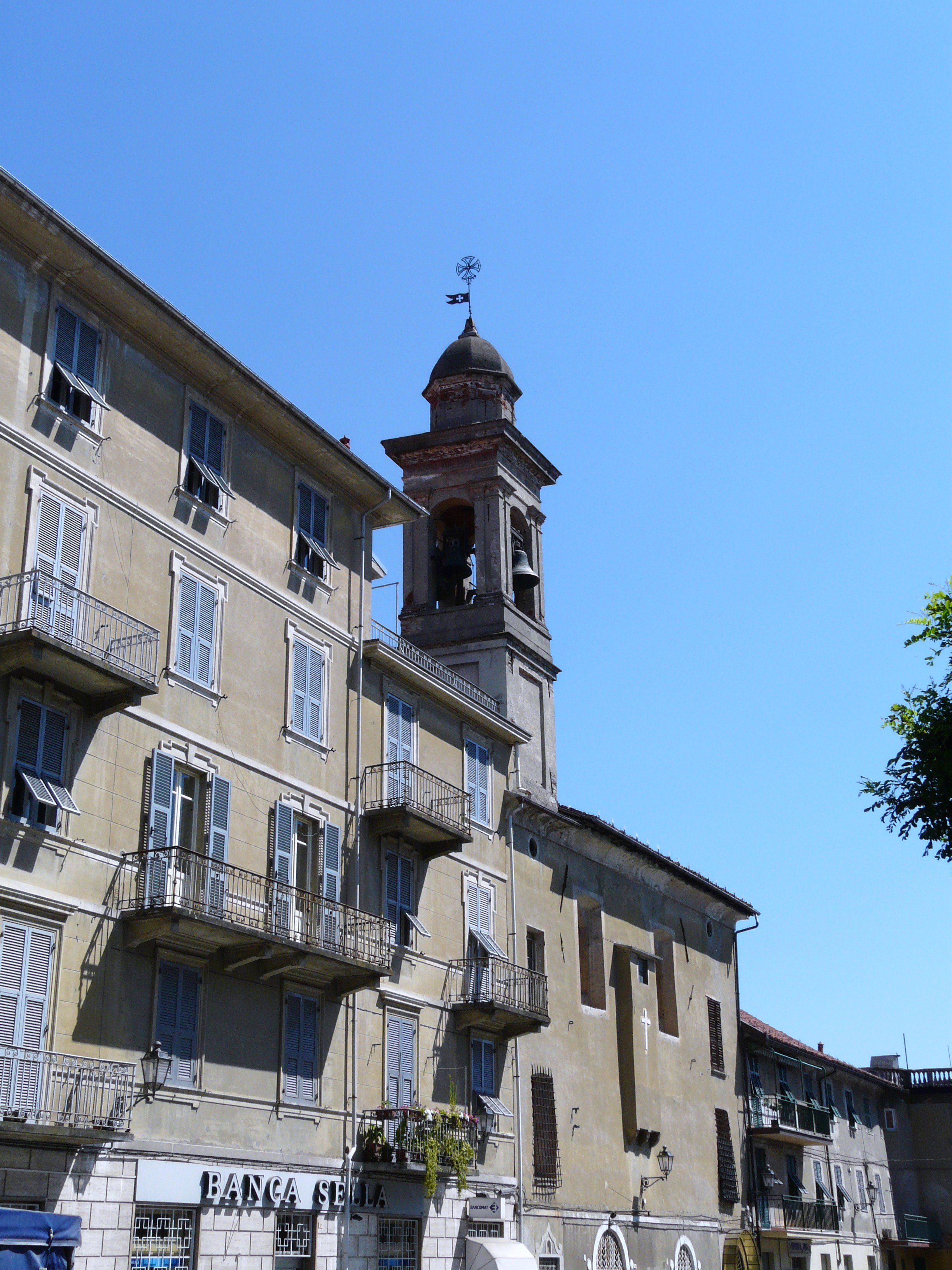
Campanar de l'Oratori de Sant Giovanni Battista
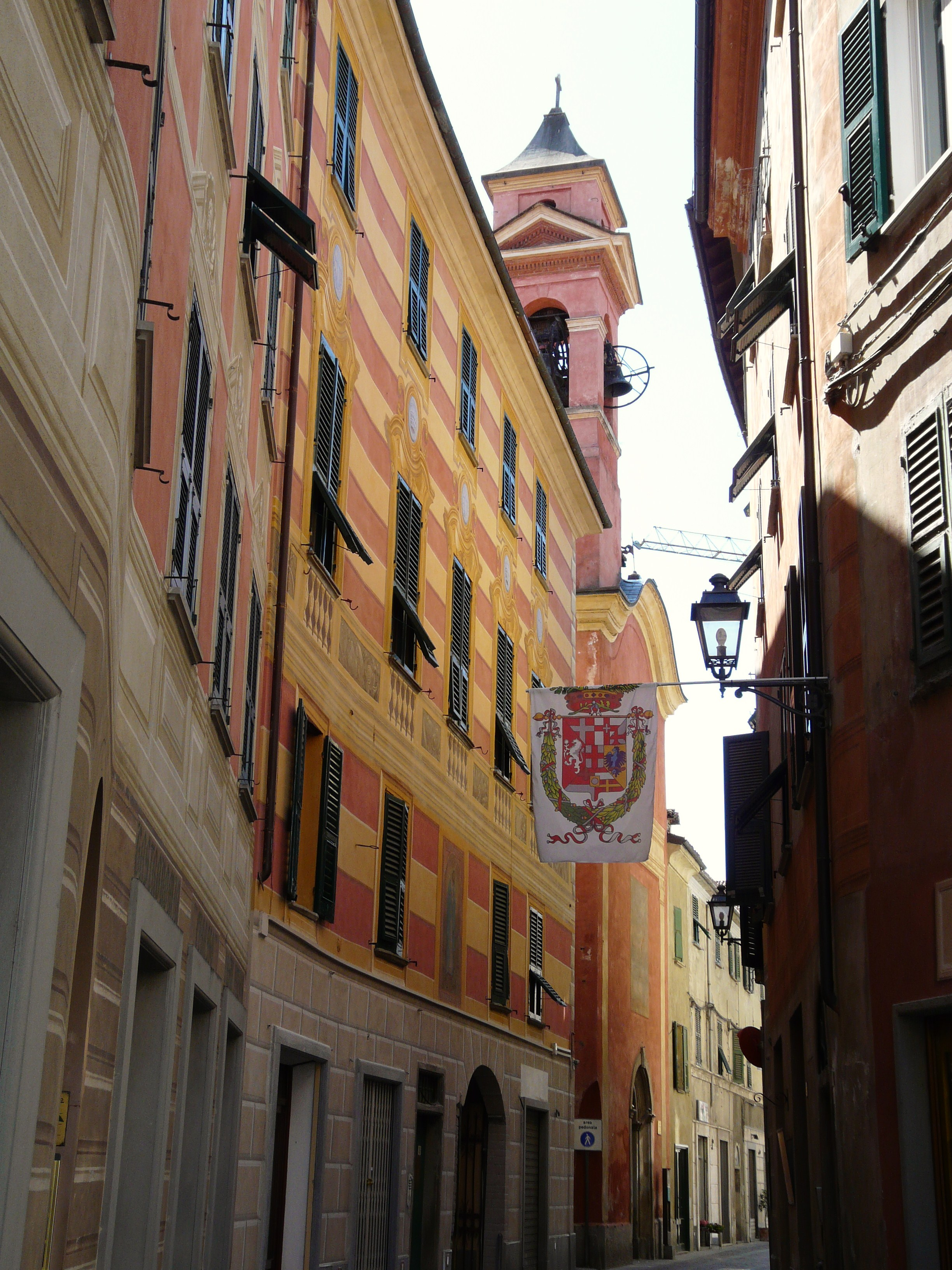
Via Oratorio amb l'Oratori de l'Annunziata
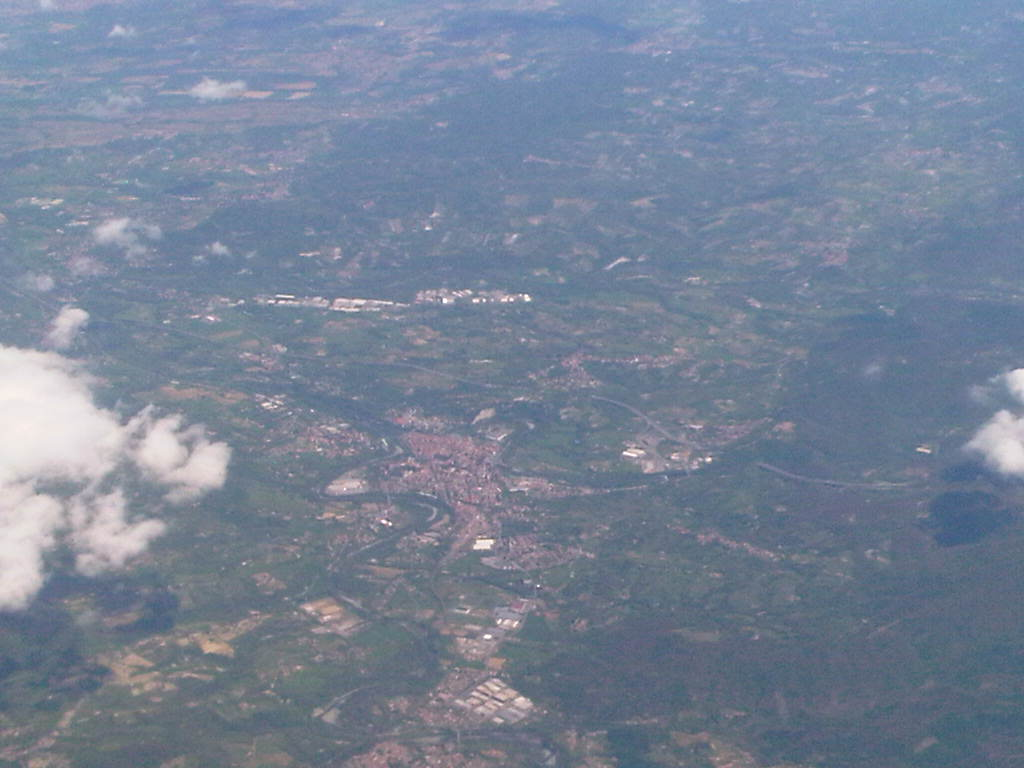
Ovada foto aèria
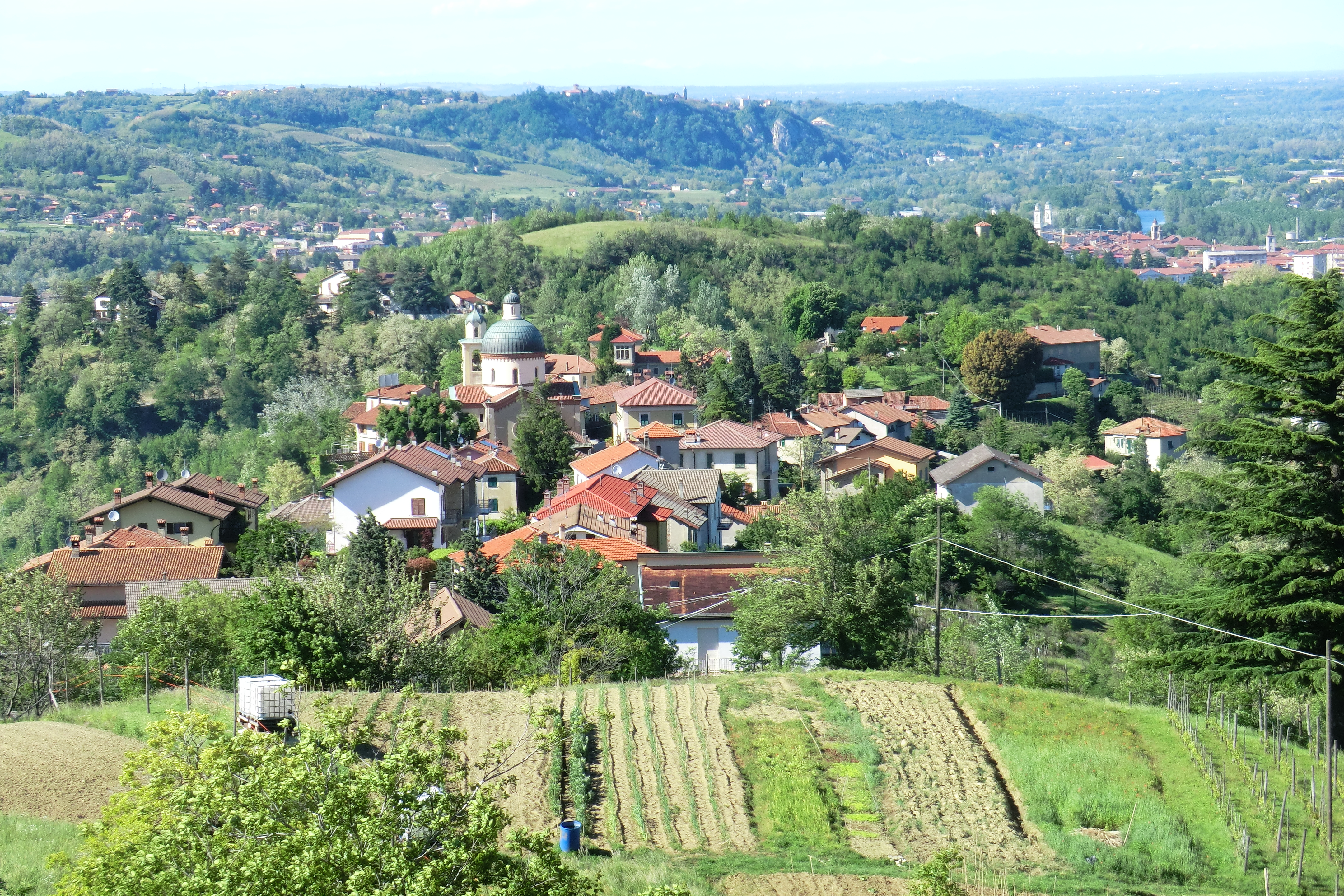
Panorama de la frazione Costa d'Ovada

## Persones il·lustres
- Stefano Farina, ex-àrbitre de futbol.